# Too Much Wife
Too Much Wife er en amerikansk stumfilm fra 1922 af Thomas N. Heffron.

## Medvirkende
- Wanda Hawley som Myra Morgan
- T. Roy Barnes som Jack Morgan
- Arthur Hoyt som John Coningsby
- Lillian Langdon som Mrs. Coningsby
- Leigh Wyant som Jane Cunningham
- Willard Louis som Tom Hare
- Bertram Johns som Jim Walker